# Club Atlético Palermo
El Club Atlético Palermo —habitualmente llamado simplemente Club Palermo— es una institución centenaria argentina fundada el 21 de julio de 1914 en el barrio de Palermo, en Buenos Aires, siendo el club más antiguo de su zona.
Goza de una alta consideración y prestigio dentro del barrio de Palermo. Nació como club de fútbol en el último tramo del período en el que este deporte se consolidaba como pasión popular. Sin embargo, sus mayores logros los ha obtenido en el básquetbol.

## El club, institución social y deportiva
La tradición del club como institución tiene raíces británicas. Los primeros clubes londinenses nacieron con un sentido eminentemente social, y por lo tanto resultaban instituciones elitistas, frecuentadas por caballeros y burgueses.
Durante el Imperio Victoriano las dirigencias coloniales de las innumerables posesiones inglesas de ultramar remedaron a esos clubes londinenses, haciendo de ellos el centro social de la colectividad británica, segmentada de la vida social de los naturales de las colonias. A diferencia de los clubes sociales ingleses, reservados exclusivamente a los hombres, en estos clubes situados en el extranjero participaban también las familias de los administradores coloniales, oficiales del ejército imperial destacados en la colonia, y miembros importantes de la colectividad británica local, generalmente grandes comerciantes o terratenientes. Paulatinamente se incorporaron los juegos y deportes, más con una función recreativa y social que competitiva. Algunos deportes eran de origen británico, como el críquet, pero otros, como el bádminton, fueron adoptados de la India, como también el polo, que jugaban los oficiales de caballería. La movilidad de los funcionarios coloniales facilitó que muchos juegos y deportes se difundieran a lo largo y a lo ancho del Imperio.

## El club en la tradición rioplatense
El club como institución resulta ajeno a las formas sociales de la tradición hispánica. Sin embargo desde tiempos lejanos Inglaterra tuvo ambiciones territoriales en la región (Invasiones Inglesas, ocupación de las Islas Malvinas, etc.) e intereses comerciales (asiento de esclavos de Buenos Aires, Empréstito Baring Brothers, Ferrocarriles, etc.), por lo que las colectividades de origen británico fueron importantes y numerosas (galeses en Chubut, irlandeses en Exaltación de la Cruz, etc.) Para 1838, por ejemplo, la colectividad escocesa en Buenos Aires resultaba lo suficientemente numerosa como para que se fundase el colegio San Andrés, Saint Andrew's Scots School.
La diferencia idiomática, y a veces la religiosa, propiciaban la vida en colectividad de los inmigrantes británicos, y los primeros clubes resultaron en su mayoría patrimonio de esas colectividades.

## Los primeros clubes de fútbol
En la segunda Revolución Industrial (1870-1920) Gran Bretaña encontró en una República Argentina en fuerte expansión un campo propicio para la exportación de material ferroviario. Un nutrido grupo de ingenieros, funcionarios, y administradores de origen británico se radicó en Argentina para tender los rieles y administrar los servicios de las compañías ferroviarias. Estas personas se incorporaron a las numerosas instituciones de origen británico que ya existían en la Argentina desde tiempo atrás, o crearon nuevos clubes donde antes no los había. Se presume que fueron estos ferroviarios quienes trajeron el fútbol a la Argentina, y lo incorporaron a las tradiciones del país.
El 20 de junio de 1867 se jugó en Buenos Aires el primer partido de fútbol formalmente organizado, convocado por el Buenos Aires Cricket Club, a iniciativa de los hermanos Thomas y James How. El encuentro se jugó precisamente en Palermo, donde hoy se encuentra el Planetario.
El primer campeonato de Argentina se jugó en 1891, organizado por la Argentina Association Football League, creada por Alec Lamont, del colegio San Andrés.
Se inscribieron seis equipos: Saint Andrew's, Old Caledonians, Buenos Aires & Rosario Railway, Belgrano Footbal Club, Buenos Aires Football Club y Hurlingham (que finalmente no participó) Como puede observarse los equipos correspondían a instituciones de origen británico y es palpable la incidencia del ferrocarril.

## El nacimiento de los clubes de fútbol criollos
Los primeros clubes del fútbol argentino fueron fundados a fines del siglo XIX: Gimnasia y Esgrima La Plata, reconocido por la Conmebol como "Decano de América", Quilmes, Rosario Central, Banfield, Club Atlético Estudiantes (de Buenos Aires). Pero a principios del siglo XX un cambio estructural en la sociedad argentina impactada por la incorporación de millones de inmigrantes, en su mayoría europeos, que se integraron a la sociedad nacional, desarticuló la tradicional sociedad criolla de cuño hispánico. Los sectores populares, inmigrantes y criollos, se abren paso en la escena política con Hipólito Yrigoyen y la Unión Cívica Radical y se expresan en cientos y miles de entidades, distribuidas a lo largo del territorio nacional, asociaciones, sindicatos, sociedades de origen, bibliotecas populares, ateneos y también en los nuevos clubes de fútbol, uno o más en cada pueblo, en cada barrio. Entre ellos deben computarse los cinco grandes del fútbol argentino.
Así, contradictoriamente, una institución selectiva de origen británico terminará siendo abierta y eminentemente popular y en este proceso de popularización del fútbol a través de los cientos de nuevos clubes que se creaban canalizó el ingreso masivo al deporte de los sectores populares, trabajadores criollos o inmigrantes o descendientes de inmigrantes, coincidiendo con la profunda transformación que significó la Gran Inmigración, período que se cierra con el inicio de la Primera Guerra Mundial. Es así como el deporte actúa de escenario visible de lo que en realidad son instituciones que tienden a integrar un mosaico social heterogéneo y de allí la inmensa importancia que en estas instituciones adquieren las actividades sociales, como veremos más adelante, y que se canalizan en salones sociales, bufés y restoranes de los clubes, disputando incluso la primacía a las actividades deportivas.

## El barrio del Club Atlético Palermo
Entre estos clubes surgidos en este período de cambio estructural nace, como club de fútbol, el Club Atlético Palermo, precisamente en el barrio en el que se jugara aquel histórico primer partido de 1867. Coherentemente con su génesis, muchos de estos clubes eminentemente populares surgirían en áreas periféricas, áreas periurbanas o suburbanas en explosivo proceso de crecimiento demográfico donde confluían criollos e inmigrantes, trabajadores y marginales, elementos urbanos y suburbanos y rurales, como resultaban las riberas del arroyo Maldonado o del Riachuelo de los Navíos, valles fluviales recurrentemente anegadizos, o aquellas tierras que antiguamente fueran propiedad de los Jesuitas y que recientemente loteadas daban paso a nuevos barrios cuyos nombres evocaban a sus antiguos propietarios: La Chacarita, Colegiales, La Paternal.
El Club Atlético Palermo nace casi a orillas del arroyo Maldonado. Se trata de un barrio periférico al casco histórico de la ciudad, intersticio parcialmente suburbano, parcialmente rural, entre la vieja Ciudad de la Trinidad fundada por Juan de Garay y el pueblo de Belgrano, enhebrados por el camino de Santa Fe, hoy avenida. Entre ese camino y el Río de la Plata se ubicaba la inmensa quinta que fuera de Juan Manuel de Rosas llamada Palermo de San Benito, o San Benito de Palermo, ya convertida en el Parque Tres de Febrero durante la presidencia de Domingo Faustino Sarmiento.
La geografía apuntala lo jurisdiccional. En el arroyo Maldonado terminaba la jurisdicción de la Ciudad de Buenos Aires y comenzaba el Partido de San José de Flores, del que luego se desprendió el Partido de Belgrano. Precisamente en este punto en el que el Camino de Santa Fe cruza el arroyo Maldonado desaparece la barranca, que es el albardón del Río de la Plata, para dar paso al valle fluvial del Maldonado. Hacia el Norte, en lo que fuera jurisdicción del Partido de Belgrano, la barranca aún hoy se percibe claramente en la gran manzana en la que se asientan el Regimiento de Granaderos a Caballo y otras instituciones militares, la embajada de Alemania y la iglesia de San Benito-estas dos precisamente en el barrio de San Benito- y en las Barrancas de Belgrano, próximas a lo que fuera en centro del pueblo. Hacia el Sur la barranca se percibe en el Jardín Botánico y la manzana en la que se alzaba la vieja cárcel de Las Heras. Existía paralelo al Camino de Santa Fe (avenidas Santa Fe y Cabildo), que corren por lo alto de la barranca, otro que corría al pie de la barranca (avenidas Las Heras y Luis María Campos), el camino del bajo, también conocido como Camino de las Cañitas, por las cañas que crecían en los bajos anegadizos. Pero en el cruce del Maldonado la barranca desaparece y ambos caminos paralelos se hacen uno solo desde Plaza Italia hasta Plaza Falucho, para vadear el arroyo.
Hacia el centro de la ciudad, cruzando el arroyo Maldonado, hoy entubado bajo la avenida Juan B. Justo se encontraba el barrio de Palermo, cuyo nombre le debe al antiguo propietario de esas tierras, Juan Domínguez Palermo, barrio de guapos orilleros que describió Jorge Luis Borges. Hacia el Norte, las quintas que rodean al pueblo de Belgrano, como la de José Hernández, autor del Martín Fierro, poema gauchesco por excelencia. Ese pueblo de Belgrano fue fundado en 1855 y en 1880 fue fugaz capital de la Nación.
En ese intersticio urbano, ubicado más allá del Maldonado, interactuaron entonces el guapo suburbano y el gaucho rural, dando carácter a un barrio que terminó de definir y urbanizar el inmigrante de múltiples orígenes -particularmente españoles e italianos- que masivamente se radicó en él. De este conjunto diverso fue resultante el grupo humano que creó al Club Atlético Palermo y se vio reflejado y representado en él, pues estos clubes de los barrios periféricos se convirtieron en las entidades verdaderamente representativas de sus barriadas.

## La fundación del Club Atlético Palermo y los primeros años como club de fútbol

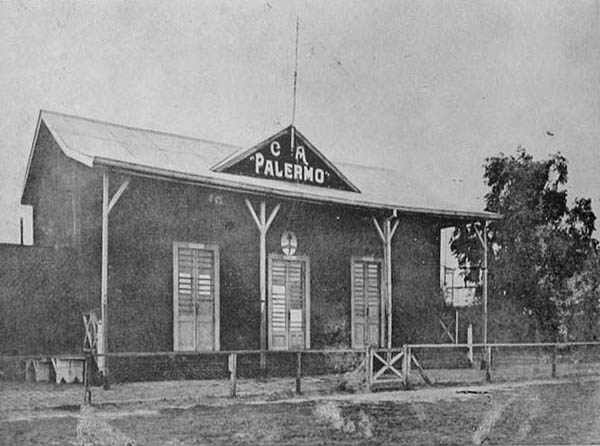
Instalaciones del club en 1922.

El Club Atlético Palermo fue fundado el 21 de julio de 1914, con jugadores de fútbol independientes fusionándose al Club General Soler, todos vecinos del barrio. De este club toman los colores de su primitiva camiseta, roja con vivos azules. Su primer presidente fue Arturo Sosa, caracterizado farmacéutico del barrio.
La fundación tuvo lugar en la calle Paraguay 5341 y, aunque en un primer momento se ubicó sobre la Av. J. B. Justo y Soler, y solamente era un club de fútbol, en 1927 su sede se ubicaba nuevamente en Paraguay 5347.
En 1914 se afilió a la Liga Argentina de Football en categoría Intermedia. Hacia 1915 su cancha se encontraba en Soler y Humboldt. Más tarde en Mendoza y Freire, en pleno barrio de Belgrano, y luego en Villa Lynch.
En 1919, ya en la Asociación Argentina de Football, estuvo a punto de ganar el ascenso, y aunque perdió la final con el Club Atlético Banfield por 1 a 0, igualmente participó del torneo de Primera División de 1920, el que no completó, pasando a Intermedia de la Asociación Amateurs de Football. Finalmente, en 1921 ganó el campeonato y ascendió a Primera División, disputando el torneo de 1922, donde competía contra River Plate, Independiente, Racing Club y San Lorenzo.
Fue el primer clásico de Argentinos Juniors.
En 1932 se fusionó con Sportivo Palermo. Bajo la denominación de Club Atlético y Sportivo Palermo participó de los torneos de 1933 y 1934, aunque finalmente no logró –o no quiso- insertarse en el fútbol profesional.

## Historia de fusiones y convergencias
El 18 de mayo de 1908 se funda el Sportivo Palermo; en fecha cercana la empresa que loteó el barrio de La Paternal construyendo viviendas obreras que vendía financiadas y a bajo precio a los sectores populares patrocinaba al equipo Atlas; el Club Atlético Palermo nace el 21 de julio de 1914; y la Asociación Atlética Eureka se funda el 14 de enero de 1915; anteriores serían el Club Independientes La Plata y el Club General Soler.
Muchos de estos clubes de extracción popular, siempre escasos de recursos, apelarán a sucesivas y reiteradas fusiones para sobrevivir.

### Sportivo Palermo

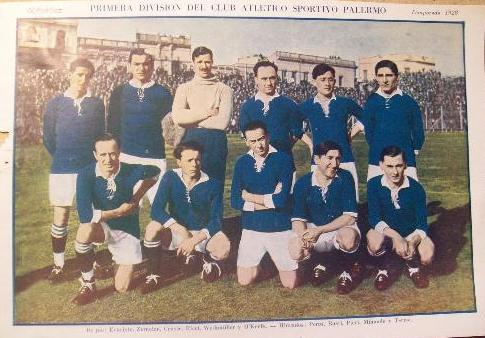
Equipo del Sportivo Palermo en 1927, en la revista El Gráfico.

El 18 de mayo de 1908 se funda el Club Sportivo Palermo, cuya camiseta original era de color azul.
La gran cantidad de clubes que se creaban dio lugar a la formación de diversas asociaciones, paralelas a la Asociación Argentina de Football. Fue así como se fundó el 14 de junio de 1912 la Federación Argentina de Football, que creó una liga paralela que existió hasta el 23 de diciembre de 1914, cuando se fusionó con la Asociación Argentina de Football.
Como consecuencia en 1915 se lleva a cabo la fusión de Sportivo Palermo con Atlas. Pese a que es Sportivo Palermo el que se fusiona en Atlas, lo hará bajo el nombre de Sportivo Palermo y esta es la institución que prevalecerá. Si bien comienzan jugando en una cancha ubicada en la localidad de Caseros, en pocos años, en 1922, ya lo están haciendo en El Salvador y Fitz Roy, y luego en el predio delimitado por Scalabrini Ortiz, Salguero, el Río de la Plata, y las vías del Ferrocarril General Belgrano. Esta fusión con el equipo de Atlas es el origen de la rivalidad con el otro equipo de La Paternal con La Asociación Atlética Argentinos Juniors, que por entonces vestía la camiseta verde y blanca de Libertarios Unidos.
En 1920 se fusiona con la Asociación Atlética Eureka, a quien se le reconoce la categoría en la que competía el disuelto Independientes La Plata.
Sigue compitiendo en los diferentes torneos hasta 1932, en que se fusiona con Palermo.

### Atlas
El 6 de junio de 1890 una ley autoriza vender las tierras que antiguamente fueran de los padres de la Compañía de Jesús hasta su expulsión del imperio español en 1767. Esas tierras son adquiridas por la Sociedad Anónima Cooperativa La Paternal y comienza la construcción de casas obreras financiadas dando origen al barrio de La Paternal. Con el auge del fútbol amateur las empresas e instituciones propiciaron la formación de equipos de fútbol. De ser aquel deporte propio de la colectividad inglesa se popularizó para ser adoptado por criollos e inmigrantes de orígenes varios.
La empresa alentó la formación de un equipo con la creciente población del barrio, al que se denominó Atlas y cuya camiseta llevaba listones verticales celestes y rojos.
Se convierte en un equipo invicto y poderoso al que desafían otros equipos de barrio, que no logran vencerlo. Entusiasmado con su creciente prestigio se afilia a la Federación Argentina de Football. En 1915 se lleva a cabo la fusión de Sportivo Palermo con Atlas. Pese a que es Sportivo Palermo el que se fusiona en Atlas, prevalecerá el nombre de Sportivo Palermo.

### Asociación Atlética Eureka
La Asociación Atlética Eureka fue fundada el 14 de enero de 1915 por exsocios del disuelto Independiente La Plata. Argumentando una fusión entre ambos clubes solicitan la permanencia en la categoría del club disuelto; primeramente las autoridades fueron reticentes, pero finalmente le es otorgada. Su sede se ubicaba en la calle California 2140, y en 1916 la cancha se encontraba en el barrio de Floresta, en la calle Carrasco 350. Más tarde la cancha se emplazó en Pavón 186, en el partido de Avellaneda. Su camiseta era a listones verticales, amarillos y negros. En 1920, reconocida la categoría, se fusiona con Sportivo Palermo.

### La mejor performance deportiva de Sportivo Palermo
Tras la fusión con Eureka Sportivo Palermo obtiene su mejor performance deportiva. En 1922 alcanza un segundo puesto en el campeonato de la Asociación Argentina de Football, aventajado por el campeón, Huracán, y dejando tercero a Boca Juniors. En la Asociación Amateur de Football los tres primeros puestos del torneo de ese año correspondieron a Independiente, River Plate y San Lorenzo, respectivamente.
En los Juegos Olímpicos de 1928, en Ámsterdam, Holanda, y en su primera participación olímpica, la República Argentina obtuvo la medalla de plata. Medalla de oro resultó Uruguay, quien triunfó 2 a 1 en la final, consagrándose bicampeón. Ese combinado nacional de Argentina contó con el concurso de seis jugadores de Sportivo Palermo: Paternóster, Weismuller, Zumelzú, Bidoglio, Herman, y Evaristo. En ese torneo Argentina goleó 11 a 2 a los Estados Unidos.

## El Club Atlético y Sportivo Palermo
En 1932 se produjo la fusión del Club Atlético Palermo con el Club Sportivo Palermo, adoptando la denominación de Club Atlético y Sportivo Palermo. Con esta denominación tuvo una breve historia. Participó del torneo de Primera División de los años 1933 y 1934 en la Asociación Argentina de Football Amateurs y Profesionales, institución paralela a la Liga Argentina de Football, asociación esta última que propiciaba el profesionalismo en el fútbol. El 3 de noviembre de 1934 ambas asociaciones se fusionaron y dieron lugar a la creación de la Asociación del Football Argentino consagrando el profesionalismo.
La institución no se insertó exitosamente en el fútbol profesional y la fusión fue disuelta. En 1956 Sportivo Palermo obtuvo su único ascenso en Primera D, y el 8 de febrero de 1984 fue finalmente desafiliado.

## El básquetbol
Mientras Sportivo Palermo, Atlas, la Asociación Atlética Eureka, el Club Independientes La Plata y el Club General Soler desaparecieron, el Club Atlético Palermo logró perdurar. En 1945 el club ya se encontraba en su actual sede de la calle Fitz Roy 2238, entre Guatemala y Paraguay, y para ese entonces otras actividades habían reemplazado al fútbol, y el club se destacaba en bochas y básquetbol. En este último deporte descollaba junto al Club Gimnasia y Esgrima de Villa del Parque. Ricardo Primitivo González, capitán de la selección nacional que obtuvo el campeonato mundial de 1950, integraba el equipo del Club Atlético Palermo. Los enfrentamientos Palermo-Parque constituyeron el clásico de su tiempo. Conforme reza una placa de bronce en el patio del Club, el gimnasio cubierto fue construido en ese entonces, donado por un caracterizado vecino del barrio, Juan Boracchia, hijo de uno de los socios fundadores, del mismo nombre. Un hermano suyo fue el escribano Roberto Boracchia, historiador del barrio de Palermo.

## Actividades deportivas en la actualidad
En la actualidad se practican diversas disciplinas orientales, tales como Yoga, Tai Chi Chuan, Taekwondo, Aikido, junto a otras deportivas, tales como Vóleibol femenino federado en la Federación Metropolitana de Voleibol y arquería. También se practica Futsal y fútbol infantil. Precisamente en esta última disciplina el Club Atlético Palermo es semillero. De aquí surgieron figuras del fútbol, tales como los hermanos Gonzalo y Federico Higuaín o Leandro Gracián.
Entre las personalidades que pasaron por el club se destaca el escritor Adolfo Bioy Casares, quien jugó al fútbol en divisiones inferiores.

## Actividad social.
Si los antecedentes deportivos del club son destacables, más destacable aún es el papel que jugó el club como hito de la actividad social en un barrio en el que las familias originadas en la inmigración y las viejas familias criollas se integraron para conformar una fuerte clase media característica de la argentina del siglo XX, de la cual Palermo es un barrio emblemático.

### SigloXX
Hacia principios del siglo XXI este barrio se constituyó en uno de los principales polos gastronómicos y el más sofisticado de la ciudad de Buenos Aires, pero hasta ese entonces el restorán del Club Palermo fue no solamente el bufé del club sino obligado sitio de encuentro en los típicos almuerzos familiares de fin de semana o escenario de eventos sociales, bautismos, cumpleaños, casamientos. Por las noches, en cambio, recibió la visita de las grandes orquestas de tango de los años cincuenta. Allí tocaban habitualmente las de Osvaldo Pugliese o Cayetano Di Sarli, el «señor del tango», y el club se constituyó en sede de las primeras milongas del barrio. Como centro convocante del barrio fue también sede de diversas actividades de índole cultural, y en sus salones se cultivó la pintura decorativa tradicional porteña.

### SigloXXI
En 2010, bajo la presidencia de Luis Cannavó, por fallecimiento del anterior presidente del Club, el restorán fue concesionado a Juan Boracchia, miembro de una familia vinculada por generaciones al Club, quien asociado con Eduardo Gianmaría y Marcelo Pazos devolvieron su antiguo brillo a las actividades sociales y culturales en el ahora denominado "El Club de Palermo Restorán" que fue refaccionado totalmente. Así retomó sus tradicionales actividades como las peñas folclóricas y milongas, la actuación de grupos de música folklórica y de tango, a los que ahora se sumaron intérpretes de música brasileña, como Sambadois, y grupos de rock nacional, como La Chunfala, o las prácticas de La Palermo Tango, agregándose todas estas actividades a las tradicionales celebraciones de las familias del barrio y aun de barrios vecinos.
En este ámbito se efectuaron muestras de arte, como las esculturas de Alberto Blanco, o las pinturas de Fernando Huergo o Marcos Vílchez, y la exposición permanente del emblemático collage titulado "Palermo no es Hollywood", obra de Manuel de Ñandupampa.
Con motivo de las primeras elecciones de comunas en 2011, que estableció la Constitución de la Ciudad Autónoma de Buenos Aires se efectuaron reuniones de las más variadas corrientes políticas donde se escucharon todas las voces; acudieron Pino Solanas, candidato a jefe de gobierno de Proyecto Sur; Juan Cabandié Alfonsín, candidato a primer legislador del Frente para la Victoria; Silvana Giúdici, Claudio Augugliaro y Ezequiel Heredia, candidatos a jefe de gobierno, vicejefe de gobierno y representante comunal, respectivamente, de la Unión Cívica Radical, Margarita Stolbizer -que sería candidata a presidente de la República en 2015- o la ministra Nilda Garré. También tuvieron lugar aquí las reuniones de la agrupación Abogados Pluralistas, que obtuvieron un triunfo categórico en las elecciones de claustros de la Facultad de Derecho en 2013, de la Fundación Aconcagua o de la ONG Cevepar.
Varios elencos teatrales celebraron aquí sus fiestas tal como Señales de Humor festejando sus quinientas representaciones ininterrumpidas.
En 2015 el restorán había sido sustituido por la modalidad de cantina, conforme un artículo publicado por el diario La Nación. Si las camareras que atendían en el "Restorán de Palermo" eran egresadas de universidades europeas o estudiantes extranjeras de gastronomía "La Cantina de Palermo" presenta entre sus fortalezas que los mozos y los cocineros tienen una gran experiencia pues provienen de otra cantina que cerró después de funcionar durante muchos años.

#### La Biblioteca
Fue en coincidencia con la celebración del 97.º aniversario de la fundación del club, que coincidiendo con que la ciudad de Buenos Aires fuese designada por la UNESCO Capital Mundial del Libro 2011 se inició en el restorán la incorporación de libros para la creación de una biblioteca para uso de los asistentes.
A esos fines se contaba con la experiencia de Marcelo Pazos, quien había sido presidente por dos períodos consecutivos durante la creación de la Biblioteca Popular Pilar Álvarez de Traverso, en la ciudad de Campana, y que asimismo había donado de su biblioteca particular para dotar de una a la escuela N° 99 Lorenzo Goncebat, de Taco Pujio, paraje del departamento Robles, en Santiago del Estero. En esa misma provincia dotó de libros para la creación de biblioteca pública al Centro Cultural Ricardo Rojas en la ciudad capital durante la intendencia del Dr. Mario Bonacina.
Una de las actividades de esta biblioteca fue reeditar la Gaceta de Palermo en la modalidad de periódico mural, aunque tiene también su edición en línea en Facebook. Sus actividades también se reflejaron en un canal You Tube RadioClubPalermo
Al adoptar la modalidad de cantina a cargo de nuevos concesionarios, la biblioteca debió buscar un nuevo ámbito, ya que el Club no contaba ni con otros espacios adecuados ni con el personal idóneo para su funcionamiento. Para ello se constituyó una comisión promotora integrada por profesionales de la educación y profesores universitarios, entre ellos un exdecano de la Facultad de Arquitectura Diseño y Urbanismo de la Universidad de Buenos Aires, el arquitecto Esteban Urdampilleta.
Una sugerencia del ministro Lombardi abrió la posibilidad de utilizar como bibliotecas los centenarios coches La Brugeoise de la línea A de subterráneos como alojamiento para la biblioteca. Los posibles emplazamientos de esos vagones fueron objeto de un trabajo práctico de los alumnos de tercer año de la carrera de Ciencias Ambientales de la Universidad del Salvador en la materia Planeamiento ambiental, durante el año académico de 2014, cuyos resultados fueron remitidos al Gobierno de la Ciudad.
Aunque SBASE respondió favorablemente y el gobierno convocó a las entidades interesadas la imposibilidad de enfrentar los altos costos de traslado de los coches impidió la concreción de la iniciativa.
Sin embargo la biblioteca fue preservada y en octubre de 2016 fue inscrita en el Registro de Organizaciones de Acción Comunitaria (ROAC) como Biblioteca Ateneo simple asociación bajo el legajo N° 3484, aunque con sede social en la vecina Comuna 13 aunque se preservó la relación con Palermo ya que se utilizó el salón del local del Ateneo Jorge Consoli, el tradicional local del comité de la Unión Cívica Radical del barrio, sito en la calle Ángel Justiniano Carranza 1465.

## El cine y el Club Palermo
Debido al lugar en que se encuentra, próximo a canales de televisión, productoras de cine, radio y televisión y teatros, varios actores y personas vinculadas al ámbito del cine y la televisión pasan por el club. Incluso se han llevado a cabo varias filmaciones en sus instalaciones, tanto para cine como para TV.
En el restorán del club se llevó a cabo en enero de 2006 la reunión constitutiva de la Asociación de Jefes y Asistentes de Locaciones de Medios Audiovisuales Argentinos.
El documental Tiempo muerto, que obtuvo un premio en el 25.º Festival de Cine de Mar del Plata muestra muchas escenas tomadas en el Club, precisamente porque refiere a la injustificada sanción -posteriormente levantada- que sufriera el capitán del seleccionado argentino de básquetbol campeón mundial de 1950, Ricardo González. La película se exhibió por primera vez en Buenos Aires en el Club mismo en ocasión de celebrarse los sesenta años de aquel logro deportivo.

## Palmarés
- Primera División Argentina:

Subcampeonato: 1922
- Copa de Competencia de la Asociación Amateurs:

Subcampeonato: 1925